# علی‌آباد فرسوده
 علی‌آباد فرسوده، روستایی از توابع بخش مرکزی شهرستان ورامین در استان تهران ایران است.

## جمعیت
این روستا در دهستان بهنام وسط شمالی(باغخواص)  قرار دارد و براساس سرشماری مرکز آمار ایران در سال ۱۳۸۵، جمعیت آن ۲٬۱۷۸ نفر (۵۴۸خانوار) بوده‌است.